# 1431
Rok 1431 (MCDXXXI) gregoriánského kalendáře začal v sobotu 1. ledna a skončil v sobotu 31. prosince. Dle židovského kalendáře nastal přelom roků 5191 a 5192, dle islámského kalendáře 852 a 853.

## Události
- Papež Martin V. svolává Basilejský koncil (avšak umírá před jeho zahájením).
- Křížová výprava proti husitům vedená Zikmundem Lucemburským.
- Založeny university v Caen a Poitiers.
- 14. srpen – bitva u Domažlic znamenala vítězství husitů nad křížovou výpravou. To vedlo k tomu, že byli husité nakonec pozváni ke slyšení na basilejském koncilu.
- 15. říjen – Basilejský koncil řízený kardinálem Cesarinim vyzývá české husity k slyšení.
- 9. listopad – Husitské války: Sirotčí vojsko vedené Janem Čapkem ze Sán bylo poraženo Uhry v bitvě u Ilavy.
- Portugalci na svých objevitelských cestách objevují Azorské ostrovy.

### Probíhající události
- 1405–1433 – Plavby Čeng Chea
- 1419–1434 – Husitské války
- 1431–1445 – Basilejsko-ferrarsko-florentský koncil

## Narození
- 1. ledna – Alexandr VI., papež († 1503)
- neznámé datum
- Eleanor Beaufortová, anglická šlechtična († 16. srpna 1501)
- Vlad III. Tepes, valašský kníže († 1476)
- Andrea Mantegna, italský renesanční malíř († 1506)

## Úmrtí
- 20. února – Martin V., 206. papež (* 1368)
- 6. května – Boleslav I. Těšínský, těšínský kníže (* ?)
- 30. května – Jana z Arku, francouzská bojovnice a světice (* 6. ledna 1412)
- 13. srpna – Jolanda z Baru, aragonská královna jako manželka Jana I. (* 1364)
- 1. listopadu – Nuno Álvares Pereira, portugalský šlechtic, vojevůdce a světec (* 1360)
- ? – Li Caj, čínský malíř, kaligraf a básník (* ?)

## Hlavy států
- České království – bezvládí
- Svatá říše římská – Zikmund Lucemburský
- Papež – Martin V. – Evžen IV.
- Anglické království – Jindřich VI.
- Francouzské království – Karel VII.
- Polské království – Vladislav II. Jagello
- Uherské království – Zikmund Lucemburský
- Byzantská říše – Jan VIII. Palaiologos